# Zincovoltaite
La zincovoltaite (simbolo IMA: Zvlt) è un raro minerale del gruppo della voltaite; appartiene alla famiglia dei "solfati, cromati, molibdati e tungstati" e possiede composizione K2Zn5Fe3+3Al(SO4)12 • 18H2O.

## Etimologia e storia
La zincovoltaite prende il proprio nome per via del suo contenuto di zinco e per la sua relazione con la voltaite (che a sua volta è stata intitolata all'inventore della pila, Alessandro Volta).

## Classificazione
La classica 9ª edizione della sistematica minerale di Strunz, che è stata aggiornata l'ultima volta dall'Associazione Mineralogica Internazionale (IMA) nel 2009, elenca la zincovoltaite nella classe "7. Solfati (selenati, tellurati, cromati, molibdati, tungstati)" e da lì nella sottoclasse "7.C Solfati (selenati, etc.) senza anioni aggiuntivi, con H2O"; questa è ulteriormente suddivisa in base alla dimensione dei cationi coinvolti, in modo che il minerale possa essere trovato nella suddivisione "7.CC Con cationi di media e grande dimensione" in base alla sua composizione, dove forma il sistema nº 7.CC.25 con monsmedite, pertlikite e voltaite.
Tale classificazione viene mantenuta invariata anche nell'edizione successiva, proseguita dal database "mindat.org" e chiamata Classificazione Strunz-mindat, nella quale i membri del sistema 7.CC.25 cambiano leggermente: voltaite, magnesiovoltaite, pertlikite e ammoniomagnesiovoltaite.
Nella Sistematica dei lapis (Lapis-Systematik) di Stefan Weiß è stato assegnato il sistema e il minerale nº VI/C.14-50. In questa Sistematica ciò corrisponde alla classe dei "fosfati, arseniati e vanadati" e lì alla sottoclasse dei "solfati acquosi senza anioni estranei" dove la zincovoltaite, insieme ad alum-(K), alum-(Na), ammoniomagnesiovoltaite, lanmuchangite, lonecreekite, pertlikite e voltaite, forma il "gruppo dell'allume" con il sistema nº VI/C.14.
La classificazione dei minerali secondo Dana, che viene utilizzata principalmente nel mondo anglosassone, classifica la zincovoltaite nella classe dei "solfati, cromati e molibdati" e lì nella sottoclasse degli "acidi idrati e solfati". Qui forma il sistema nº 29.09.01 con pertlikite e voltaite, che si trovano all'interno della suddivisione degli "acidi e solfati acquosi con varie formule".

## Abito cristallino
La zincovoltaite cristallizza nel sistema cubico nel gruppo spaziale Fd3c (gruppo nº 228) con la costante di reticolo a = 27,18(1) Å, oltre ad avere 16 unità di formula per cella unitaria.

## Origine e giacitura
La zincovoltaite è stata trovata nella zona di ossidazione di un giacimento di solfuro di zinco–piombo–ferro, formatosi in un clima arido; la paragenesi è con gesso, melanterite, pirite, quarzo e römerite.
Il minerale è piuttosto raro ed è stato trovato solo nella sua località tipo, la miniera di "Xitieshan" (37.32944°N 95.5675°E) nella prefettura autonoma mongola e tibetana di Haixi (Cina); nella miniera di "Szent Imre" (contea di Heves, Ungheria); nella miniera "Blue Lizard" nella contea di San Juan (Utah, Stati Uniti).

## Forma in cui si presenta in natura
La zincovoltaite forma aggregati granulari e venature irregolari di dimensioni fino a 2 mm. Il minerale è da trasparente a traslucido con lucentezza resinosa o grassa; il colore è verde-olio o nero-verde, mentre il colore del suo striscio è verde-grigio.